# Javier Winthuysen Losada
Javier Winthuysen Losada (Sevilla, 30 de marzo de 1874-Barcelona, 1956), fue un pintor y diseñador de jardines español.

## Biografía
Su familia paterna era de origen flamenco. Dedicada durante generaciones al mar, la familia se afincó en el Puerto de Santa María (Cádiz) en el siglo XVII. Javier Winthuysen desarrolló dos actividades paralelas: la pintura y el diseño de jardines.

### Como pintor
Su vocación surgió en los primeros años de su juventud en Sevilla, donde frecuentaba los estudios de los pintores José Arpa Perea y Gonzalo Bilbao. Se le diferencian dos épocas: la sevillana inicial (dedicada a jardines y paisajes andaluces) y la mediterránea tras la Guerra Civil.
Completó su formación en el Ateneo, donde intimó con Juan Ramón Jiménez. De esa época data la fundación con Paco Bertendona, Antonio Lozano y otros amigos de la "Escuela Libre de Bellas Artes de Sevilla", y su amistad con el círculo paisajístico de Alcalá de Guadaíra. 
En 1903 viajó por primera vez a París, donde entró en contacto con el impresionismo francés y el postimpresionismo. Conoció allí a Santiago Rusiñol, al que más tarde encontró de nuevo en Aranjuez. En 1912, de nuevo en París, expuso en el Salón de los Independientes y en el Salón de Otoño. 
En 1915, se instaló en Madrid, donde Joaquín Sorolla, Antonio Machado y Juan Ramón Jiménez le introdujeron en el círculo de la Institución Libre de Enseñanza.
Después de la guerra civil española, Winthuysen desarrolló su obra pictórica entre Barcelona e Ibiza, caracterizándose sus paisajes por una luminosidad mediterránea de acuerdo con su teoría "ambientalista" anotada en sus memorias, publicadas en 2005, y otros escritos.
Tras su muerte, buena parte de su obra fue donada a las siguientes instituciones: Reina Sofía, Museo de Bellas Artes de Sevilla, Museo de Bellas Artes de Valencia, Museo Pérez Comendador-Leroux de Hervás y Museo de Bellas Artes de Sevilla.

### Como diseñador de jardines
Heredó la afición de su padre, que fue concejal del Ayuntamiento de Sevilla con competencia en materia de jardines. Su labor se dirigió, fundamentalmente, a la arquitectura de los jardines y la distribución del espacio para la creación de paisajes. Fue un adelantado entre los países europeos en su interés en considerar los jardines históricos como monumentos y como patrimonio histórico-artístico a conservar. Gracias a su labor se rescataron y catalogaron muchos jardines clásicos españoles a punto de desaparecer.
Javier Winthuysen trabajó en la recuperación y creación de diversos jardines españoles, entre ellos: jardines de la Moncloa, jardín de Abadía, jardín de Monforte en Valencia, Parador de Ciudad Rodrigo, Parador de Aranda de Duero, jardines de San Segundo en Ávila, jardín botánico de Zaragoza, Universidad Laboral de Gijón o el de la residencia del escritor Salvador de Madariaga en la antigua Colonia del Viso. De todos ellos se conserva excelente documentación en el Real Jardín Botánico de Madrid.
Su libro "Jardines de España-Castilla", de 1930, contiene los planos y fotografías de estudios realizados y creación de jardines neoclásicos. Durante mucho tiempo fue el único libro en el que los jardines fueron apreciados por legado histórico. La obra fue premiada con la Medalla de Oro de la Sociedad de Horticultura. Colaboró en difundir y sensibilizar sobre la importancia del paisaje y especialmente el jardín en más de un centenar de artículos en publicaciones periódicas como Crisol, Luz, Diario de Madrid, La Esfera, Revista Nacional de Arquitectura, La Voz y Arriba, entre otras.
Tras la guerra civil española se instaló en el barrio de Les Corts, en Barcelona, con su segunda mujer María Héctor y sus hijas Beatriz y Teresa. Recuperó su nombramiento republicano de inspector de jardines bajo la nueva administración con el marqués de Lozoya. Su labor se centró en la recuperación de parajes naturales como el lago de Bañolas, el Palmeral de Elche o el lago de Sanabria. 
Un gran fondo documental de sus escritos se encuentra en el CSIC (Consejo Superior de Investigaciones Científicas) donado por sus descendientes.    En el año 2004 el Ayuntamiento de Zaragoza dio el nombre de "Xavier de Winthuysen" al jardín botánico de la ciudad. Con ese motivo se erigió un monolito en su honor en el citado jardín.